# John Boyd Orr
John Boyd Orr (Kilmaurs, Escòcia 1880 - Glasgow 1971) fou un biòleg i polític escocès que fou guardonat amb el Premi Nobel de la Pau el 1949 pels seus estudis en el camp de la nutrició.

## Joventut i estudis
Nasqué el 23 de setembre de 1880 a la població de Kilmaurs, una comunitat rural d'Escòcia. Inicià els estudis d'Art a la Universitat de Glasgow on posteriorment exercí de professor durant tres anys. Posteriorment retornà a la universitat per estudiar medicina i biologia, especialitzant-se en nutrició i arribant a ser director de nutrició de l'Institut d'Aberdeen.

## Treballs en la nutrició
Durant la Primera Guerra Mundial serví de metge miliar en l'Armada Britànica, primer activament i posteriorment en la realització de les dietes pels soldats. A la fi de la guerra entrà a treballar al Rowett Research Institute, aconseguint fons per a la seva ampliació, i on, vers el 1920, canvià el focus dels seus estudis de recerca de la nutrició animal a la humana.
Orr, com a Rector de la Universitat de Glasgow, fou escollit membre del Parlament britànic com a independent en representació de les Universitats d'Escòcia en les eleccions d'abril de 1945, tot i que renuncià a l'escó l'any següent.
Després de la Segona Guerra Mundial Orr renuncià a la seva feina al Rowett Institute per esdevenir el primer director de l'Organització per l'alimentació i l'agricultura (FAO), una organització dependent de les Nacions Unides, on realitzà plans per millorar la producció, així com el seu repartiment igualitari arreu del planeta, però que no aconseguiren el suport necessari del Regne Unit i els Estats Units. Resignat per la incomprensió del seu pla, renuncià al seu treball a la FAO i aconseguí reunir una gran fortuna com a inversor de borsa.
El 1949 fou guardonat amb el Premi Nobel de la Pau «per la seva investigació científica en el camp de la nutrició i el seu treball amb l'Organització per l'Alimentació i l'Agricultura (FAO) de les Nacions Unides». Orr, gràcies a la seva fortuna, donà la totalitat del premi a diverses organitzacions pacifistes.
Orr morí el 25 de juny de 1971 a casa seva, a la ciutat de Glasgow.